# ۱۲۴۷ (میلادی)
۱۲۴۷ (میلادی) هزار و دویست و چهل و هفتمین سال تقویم میلادی است.

## درگذشتگان
‎